# CZ 97
La CZ 97 è una famiglia di pistole semiautomatiche da difesa in calibro .45 ACP ad azione mista SA/DA prodotte dalla fabbrica di armi Česká Zbrojovka (in italiano "armeria ceca") della Repubblica Ceca a partire dal 1997.

## Caratteristiche
Le pistole di questa famiglia si basano su un sistema di chiusura a canna oscillante con corto rinculo, di tipo Colt-Browning modificato. Al momento vengono prodotte due versioni, la 97B con sicura sul fusto e senza abbatticane e la 97BD con abbatticane meccanico. La canna dell'arma, lunga 114,8 millimetri è prodotta con la tecnica di forgia per martellatura.
La differenza sostanziale col sistema di chiusura Colt-Browning risiede nel fatto che la canna si innesta sul carrello attraverso un blocchetto rettangolare di generose dimensioni integrale e non con i classici tenoni semicircolari.
Il carrello scorre su guide ricavate internamente al fusto, quest'ultimo ha una lunghezza intera. In tal modo le superfici di scorrimento sono di grandi dimensioni e ciò, oltre ad estendere la vita operativa dei componenti, contribuisce ad incrementare la precisione dell'arma.
Un'altra caratteristica peculiare di queste pistole è il caricatore bifiliare che permette una riserva di 10 colpi più uno camerato, fatto abbastanza inusuale per le armi di questo calibro. Nel fusto è presente un freno caricatore che impedisce la caduta del serbatoio anche premendo il pulsante di sgancio. Queste armi presentano il dispositivo di Hold open che ne accentua le caratteristiche combat per le quali sono nate.
La rivista American Soldier of Fortune dopo aver sottoposto una CZ 97B ad una attenta valutazione, la ha definita come la più accurata pistola da combattimento in calibro .45 ACP prodotta in serie.
Tra i dispositivi di sicurezza figurano: una sicura manuale, una sicura automatica al percussore ed un indicatore di cartuccia in camera consistente in uno spillo che si solleva verticalmente quando è presente una munizione nella camera di scoppio.
Nel modello 97B la sicura manuale sul fusto agisce senza funzione di abbatticane, mentre nel modello 97BD agendo sulla leva, si abbatte il cane eventualmente armato. La leva del modello BD non agisce da sicura manuale di cui questa variante è sprovvista.
La dotazione standard prevede le mire con punti fosforescenti sostituibili con mire al trizio oppure con quelle di tipo regolabile. Le mire standard vengono tarate col punto di impatto a 25 metri.
La meccanica di questa famiglia di pistole deriva dalla quella delle CZ 75 ma si differenzia da esse per il suddetto sistema di vincolo tra canna e carrello e per la presenza di una boccola filettata che fa da interfaccia tra canna e carrello.
La molla principale della CZ 97 è fatta in acciaio armonico cilindrico convenzionale e presenta una corta asta guida molla in polimero. La molla di fabbrica ha una forza di 13 libbre ma è possibile sostituirla con molle commerciali apposite con forza fino a 22 libbre.
La fama di questa pistola è di essere scomoda per tiratori con mani piccole, in realtà la sua impugnatura è solo leggermente più grande rispetto ad una Colt 1911. La CZ 97 addirittura presenta uno spessore massimo tra le guancette di 1.25" (31,75 mm) e quindi inferiore rispetto agli 1.30" (33.02 mm) della Colt. La CZ presenta però una circonferenza dell'impugnatura leggermente maggiore rispetto alla Colt (6.00" ovvero 152,4 mm rispetto a 5.75" ovvero 146,05 mm). La distanza dal grilletto in azione singola è pressoché uguale per le due armi messe a paragone (circa 2.80" ovvero 71.12 mm).
La lunghezza della canna è di 114,8 mm mentre la lunghezza totale è di 212 mm. I peso della pistola scarica si attesta intorno ai 1150 grammi. La pistola è interamente in acciaio forgiato e lavorato a macchina. Il modello B può avere una finitura verniciata polycoat nera, grigia oppure bicolore e ne esiste anche una versione brunita lucida tutte con guancette in legno naturale. Il modello BD è disponibile solo in polycoat nero con guancette di gomma.